# Big Comic Original
Big Comic Original (яп. ビッグコミックオリジナル, Biggu Komikku Orijinaru) — японський журнал сейнен манґи, що виходить у видавництві Shogakukan, орієнтований на дорослу та переважно чоловічу аудиторію. Це сестринський журнал Big Comic, найбільша відмінність якого полягає в тому, що він з'являється у продажу двічі на місяць у ті тижні, коли Big Comic не виходить. На обкладинці зазвичай зображені собака чи кіт, а також хайку. Близько дюжини манґа-серіалів, що виходять у будь-який момент часу, мають найрізноманітніші сюжети — від історичних драм і детективів до спортивних і романтичних, з відносно невеликою кількістю наукової фантастики чи фентезі.
Заснований у 1972 році, журнал має понад 1000 випусків, зазвичай близько 350 сторінок у чорно-білому форматі, які продаються за 340 єн (2015). Повідомляється, що понад 83 % читачів — старші 30 років, причому жінки складають близько чверті від загальної кількості читачів. Більшість читачів — працівники компаній. Тираж у 2015 році становив 539 500 примірників.

## Манґи, що виходять у Big Comic Original
- Міцуру Адачі:
  - Jinbē (1992—1997).
- Міцуо Хасімото:
  - Station (1992—1996).
- Кенші Хірокане та Масао Ядзіма:
  - Human Crossing (1980—1990).
- Ко Кодзіма:
  - Hige to Boin (1974—2004).
- Дзюндзі Іто:
  - No Longer Human (2017—2018).
- Сіндзі Мідзусіма:
  - Abu-san (1973—2014).
- Наокі Урасава:
  - Pineapple Army (1985—1988; разом з Каздуєю Кудо);
  - Master Keaton (1988—1994; з Хокусеєм Кацусікою та Такаші Нагасакі);
  - Monster (1994—2001);
  - Pluto (2003—2009);
  - Master Keaton Remaster (2012—2014 з Такаші Нагасакі);
  - Mujirushi (2017—2018).
- Сініті Ісідзука:
  - Gaku: Minna no Yama
- Осаму Ямамото:
  - Akagari: The Red Rat in Hollywood (2017—2021).